# Нурафшон
Нурафшон (тадж. Нурафшон) — посёлок городского типа в Согдийской области Таджикистана, входит в Исфаринский район.
Возник в 1909 году как посёлок при нефтепромыслах САНТО (Среднеазиатское нефтяное товарищеское общество). После национализации получил название КИМ (Коммунистический интернационал молодежи). Статус посёлка городского типа с 1937 года. Постановлением Маджлиси Милли Маджлиси Оли Республики Таджикистан № 305 от 29 марта 2012 года КИМ переименован в Нурафшон.

## Население
| 1979 | 1989 | 2013 | 2022 |
| ---- | ---- | ---- | ---- |
| 1637 | 2210 | 1600 | 1500 |